# مطار كراسنويارسك الدولي
مطار يميلانو الدولي (الروسية: Аэропорт Емельяново) (إياتا: KJA، إيكاو: UNKL) هو مطار رئيسي يقع في كراسنويارسك كراي، روسيا. يبعد 27 كيلومتر شمال غرب كراسنويارسك[1][2]. واعتباراً من مايو 2017، فهو يعد المطار الأكبر الرابع عشر في حركة الركاب في روسيا.

## شركات الطيران والوجهات

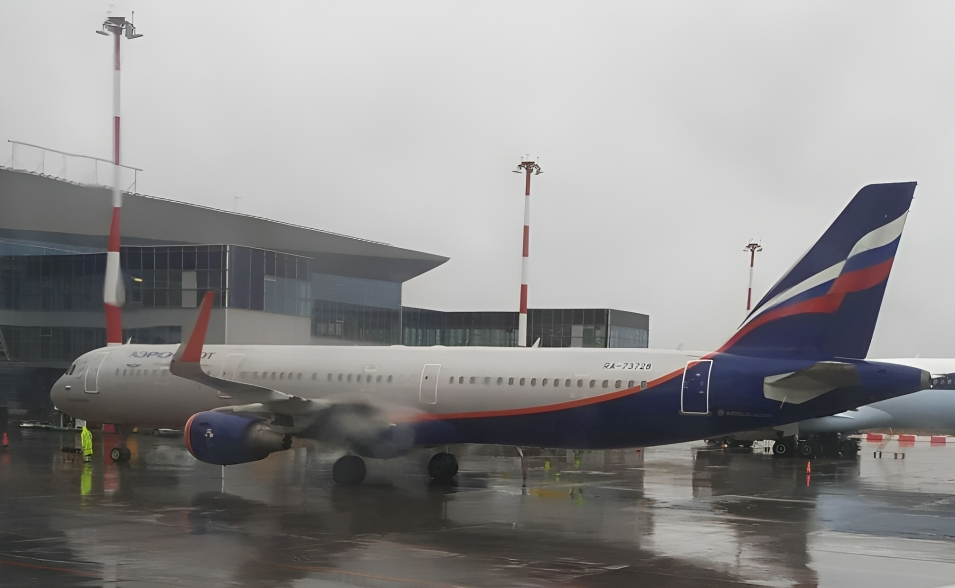
طائرة إيرباص A321-211 RA-73726 التابعة لشركة أيروفلوت في مطار كراسنويارسك الدولي

### الركاب
| شركـات طيـران               | الوجهات |
| --------------------------- | --- |
| إيروفلوت                    | مطار سوفارنابومي الدولي، Blagoveshchensk، Irkutsk، Krasnodar، مطار شيريميتييفو الدولي، Norilsk، مطار سوتشي الدولي، مطار كولتسوفو الدولي، مطار يريفان الدولي |
| Aero Nomad Airlines         | Osh |
| Alrosa                      | Krasnodar |
| خطوط آنجارا                 | Chita، Irkutsk، Mirny، Polyarny، Talakan، Ulan-Ude |
| Aurora                      | Khabarovsk، Ulan-Ude |
| Avia Traffic Company        | مطار مناس الدولي، Osh |
| Azur Air                    | مطار القاهرة الدولي موسمي عارض: مطار أنطاليا، مطار كام رانه الدولي، مطار يو تاباو الدولي، Phuket، مطار فو كوك الدولي، مطار عبيد أماني كرومي الدولي |
| Ikar                        | موسمي عارض: مطار الحبيب بورقيبة الدولي، مطار كام رانه الدولي، مطار يو تاباو الدولي، Phuket |
| IrAero                      | Fergana، Irkutsk، مطار مانزهولوي شيجياو، مطار نوفوسيبيرسك موسمي: مطار حيدر علييف الدولي |
| KrasAvia                    | Khatanga، Mirny، Norilsk، Omsk، Talakan، Ufa |
| نوردستار                    | Baykit، مطار بكين العاصمة الدولي، Igarka، Kemerovo، Khatanga، مطار كيزيل، مطار دوموديدوفو الدولي، Norilsk، Omsk، Podkamennaya Tunguska ‏، Severo-Eniseysk، مطار شيجياتشوانغ تشنغدينغ الدولي، مطار سوتشي الدولي، Surgut، Talakan، Tomsk، Tura، Turukhansk، Vanavara، مطار كولتسوفو الدولي موسمي: Anapa |
| Nordwind Airlines           | مطار شيريميتييفو الدولي موسمي: مطار حيدر علييف الدولي موسمي عارض: مطار أنطاليا، مطار كام رانه الدولي، Krasnodar |
| Pobeda                      | مطار شيريميتييفو الدولي موسمي: مطار سوتشي الدولي |
| خطوط ريد وينغز الجوية ‏      | موسمي: مطار سوتشي الدولي |
| روسيه (خطوط جوية)           | مطار آستانا الدولي، مطار بولكوفو |
| RusLine                     | Beloyarsky، Nadym، Novy Urengoy ‏، Noyabrsk، مطار كولتسوفو الدولي |
| خطوط إس سفن                 | مطار بكين داشينغ الدولي، مطار دوموديدوفو الدولي، مطار نوفوسيبيرسك، Vladivostok موسمي: مطار سوفارنابومي الدولي (معلقة) |
| SiLA                        | Gorno-Altaysk |
| Southwind Airlines          | موسمي عارض: مطار أنطاليا |
| خطوط أورال الجوية           | مطار حيدر علييف الدولي، مطار دوشنبه الدولي، مطار هاربين الدولي، Khujand، مطار آستانا الدولي، Osh، مطار كولتسوفو الدولي، مطار يريفان الدولي |
| Utair                       | Irkutsk، مطار فنوكوفو الدولي، مطار نوفوسيبيرسك، Surgut، Tyumen |
| UVT Aero                    | Chelyabinsk، Kazan، Omsk، Rostov-on-Don |
| الخطوط الجوية الأوزبكستانية | مطار طشقند الدولي |
| Yakutia Airlines            | Neryungri، Yakutsk موسمي: Anapa |
| Yamal Airlines              | Irkutsk، Novy Urengoy ‏، Tyumen موسمي عارض: Igarka، Tomsk |

### الشحن
| شركـات طيـران           | الوجهات |
| ----------------------- | --- |
| AirBridgeCargo Airlines | مطار سخيبول أمستردام (معلقة)، مطار بكين العاصمة الدولي، مطار هونغ كونغ الدولي، مطار مالبينسا (معلقة)، مطار شيريميتييفو الدولي، مطار باريس شارل ديغول مطار شانغهاي بودنغ الدولي |